# Taras Mykhavko
Taras Vasylyovych Mykhavko (en ucraniano: Михавко Тарас Васильович; Dobrohostiv, Óblast de Leópolis, 30 de mayo de 2005) es un futbolista ucraniano. Juega de defensa central y su equipo actual es el F. C. Dinamo de Kiev de la Liga Premier de Ucrania.

## Trayectoria
En 2019 se incorporó al FC Lviv para culminar su formación juvenil, escaló con éxitos en las diferentes categorías.
Debutó como profesional el 21 de mayo de 2023 en la fecha 27 de la Liga Premier de Ucrania 2022-23, ingresó en los minutos finales contra FC Rukh Lviv pero fueron derrotados 2-0. Finalizó la temporada con 4 presencias, 2 como titular, pero descendieron de categoría.
Fue fichado por F. C. Dinamo de Kiev a mediados de 2023, a sus 18 años.

## Selección nacional
Ha sido internacional con la selección de Ucrania en las categorías sub-19, sub-21 y sub-23.

## Estadísticas

### Clubes
Actualizado al último partido disputado el 24 de mayo de 2025.
| Club                           | Div.          | Temporada     | Liga  | Liga  | Liga   | Copas nacionales | Copas nacionales | Copas nacionales | Copas internacionales | Copas internacionales | Copas internacionales | Total | Total | Total  |
| Club                           | Div.          | Temporada     | Part. | Goles | Asist. | Part.            | Goles            | Asist.           | Part.                 | Goles                 | Asist.                | Part. | Goles | Asist. |
| ------------------------------ | ------------- | ------------- | ----- | ----- | ------ | ---------------- | ---------------- | ---------------- | --------------------- | --------------------- | --------------------- | ----- | ----- | ------ |
| FC Lviv · Ucrania              | 1.ª           | 2022-23       | 4     | 0     | 0      | -                | -                | -                | —                     | —                     | —                     | 4     | 0     | 0      |
| FC Lviv · Ucrania              | Total club    | Total club    | 4     | 0     | 0      | 0                | 0                | 0                | 0                     | 0                     | 0                     | 4     | 0     | 0      |
| F. C. Dinamo de Kiev · Ucrania | 1.ª           | 2023-24       | 8     | 0     | 0      | -                | -                | -                | -                     | -                     | -                     | 8     | 0     | 0      |
| F. C. Dinamo de Kiev · Ucrania | 1.ª           | 2024-25       | 26    | 1     | 1      | 2                | 0                | 0                | 11                    | 0                     | 2                     | 39    | 1     | 2      |
| F. C. Dinamo de Kiev · Ucrania | 1.ª           | 2025-26       | 0     | 0     | 0      | -                | -                | -                | -                     | -                     | -                     | 0     | 0     | 0      |
| F. C. Dinamo de Kiev · Ucrania | Total club    | Total club    | 34    | 1     | 1      | 2                | 0                | 0                | 11                    | 0                     | 2                     | 47    | 1     | 2      |
| Total carrera                  | Total carrera | Total carrera | 38    | 1     | 1      | 2                | 0                | 0                | 11                    | 0                     | 2                     | 51    | 1     | 2      |
| 1. 2.                          |               |               |       |       |        |                  |                  |                  |                       |                       |                       |       |       |        |

### Selección
Actualizado al último partido disputado el 12 de junio de 2025.
| Selección         | Temporada         | Continental | Continental | Continental | Mundial | Mundial | Mundial | Amistosos | Amistosos | Amistosos | Total | Total | Total  |
| Selección         | Temporada         | Part.       | Goles       | Asist.      | Part.   | Goles   | Asist.  | Part.     | Goles     | Asist.    | Part. | Goles | Asist. |
| ----------------- | ----------------- | ----------- | ----------- | ----------- | ------- | ------- | ------- | --------- | --------- | --------- | ----- | ----- | ------ |
| Sub-19 · Ucrania  | 2023-24           | 9           | 1           | 1           | —       | —       | —       | 3         | 1         | 0         | 12    | 2     | 1      |
| Sub-19 · Ucrania  | Total sel.        | 9           | 1           | 1           | 0       | 0       | 0       | 3         | 1         | 0         | 12    | 2     | 1      |
| Sub-21 · Ucrania  | 2024-25           | 1           | 1           | 0           | —       | —       | —       | 3         | 0         | 0         | 4     | 1     | 0      |
| Sub-21 · Ucrania  | Total sel.        | 1           | 1           | 0           | 0       | 0       | 0       | 3         | 0         | 0         | 4     | 1     | 0      |
| Sub-23 · Ucrania  | 2024              | —           | —           | —           | -       | -       | -       | 2         | 0         | 0         | 2     | 0     | 0      |
| Sub-23 · Ucrania  | Total sel.        | 0           | 0           | 0           | 0       | 0       | 0       | 2         | 0         | 0         | 2     | 0     | 0      |
| Total selecciones | Total selecciones | 10          | 2           | 1           | 0       | 0       | 0       | 8         | 1         | 0         | 18    | 3     | 1      |
| 1.                |                   |             |             |             |         |         |         |           |           |           |       |       |        |

## Palmarés

### Títulos nacionales
| Título                  | Club                  | País    | Año  |
| ----------------------- | --------------------- | ------- | ---- |
| Liga Premier de Ucrania | F. K. Shajtar Donetsk | Ucrania | 2025 |

### Distinciones individuales
| Distinción                                  | Año  |
| ------------------------------------------- | ---- |
| Mejor futbolista ucraniano del año (sub-19) | 2024 |
| Nominado al Premio Golden Boy               | 2025 |